# Циганска печурка
Циганска печурка или циганчић (Cortinarius caperatus) је печурка која расте у мешовитим шумама. Честа је врста у Србији на брдским пределима. 

## Опис
- Шешир је 6-12цм, кожасто-смеђе до жуто-смеђе боје са сивим преливима.[1] У младости је звонастог облика, потом купасто испупчен и на крају раширен са грбицом. У младости је прекривен брашнастим сребрнасто-белим велумом, зракасто набораним и без сјаја. Старенјем руб добија радијалне пукотине.

- Листићи су белкастосиви, глинастосмеђи после тога боје цимета, збијени, равно прирасли  и зупцем прирасли уз дршку.[1] Оштрице су нажљебљене.

- Дршка је светла, беличаста, прљаво-беличаста, свиленкаста, ваљкастог облика, јака, пуна и има прстен.[1] Прстен је кожаст, често раздеран. Изнад прстена је браздаста, испод њега ситно уздужно влакнаста..

- Месо је беличасто или жућкасто, меко, пријатног мириса и благог укуса.. Ова печурка је цењена јестива врста, али се врло често уцрвља.[1]

## Станиште и доба раста
Честа је у мешовитим шумама од јула до краја октобра. Расте нарочито у четинарским, ређе листопадним шумама, у брдским пределима. 

## Мере опреза
С обзиром на то да ова гљива садржи високи проценат кадмијума, а после незгоде у Чернобиљу и друге радиоактивне супстанце, не треба је јести у већим количинама. Због зракасто распоређених пукотина на рубу шешира, могућа је замена са гљивама рода Inocybe (cepače).